# Ніколаєвський район (Ульяновська область)
Ніколаєвський район (рос. Николаевский район) — адміністративно-територіальна одиниця (район) та муніципальне утворення (муніципальний район) у південно-західній частині Ульяновської області Росії.
Адміністративний центр — робітниче селище Ніколаєвка.

## Історія
Ніколаєвський район був утворений 16 липня 1928 року у складі Сизранського округу Середньо-Волзької області.

## Населення
| 1989    | 2002    | 2009    | 2010    | 2011    | 2012    | 2013    |
| ------- | ------- | ------- | ------- | ------- | ------- | ------- |
| 34 413  | ↘30 333 | ↘27 730 | ↘27 211 | ↘27 077 | ↘26 511 | ↘25 952 |
| 2014    | 2015    | 2016    | 2017    | 2018    | 2019    | 2020    |
| ↘25 422 | ↘24 912 | ↘24 422 | ↘24 050 | ↘23 699 | ↘23 276 | ↘22 851 |
| 2021    |         |         |         |         |         |         |
| ↘22 121 |         |         |         |         |         |         |